# 兰溪东岳庙
兰溪东岳庙位于中华人民共和国浙江省金华市兰溪市云山街道云山社区聚仁路与云山路交叉口西南，位于聚仁路108号，今兰溪老年大学、兰溪市老干部活动中心院内。

## 历史
兰溪东岳庙最初在城南龙首山，后圮，神像被迁至嘉应侯庙（创建于唐，原主祀张巡，配祀许远和雷万春，又名三忠庙，此外附祀张巡之子张亚夫，称小张元帅），并改嘉应侯庙为东岳庙，张巡仍祀于其旁。

## 建筑
兰溪东岳庙建筑依山而建，坐西朝东，分为三进，各进面阔均为五间，建筑高敞，雕刻精美。主体建筑已于1983年拆除，今存其南侧的静性坛旧址，建于清末。

## 保护
1997年9月2日，兰溪东岳庙公布为兰溪市文物保护单位。2017年1月19日，兰溪东岳庙公布为第七批浙江省文物保护单位。
- 近景为兰溪东岳庙旧址，后改建为云山宾馆、双牛大酒店，今建筑已拆除，远景为静性坛旧址
- 静性坛旧址山门